# Mistrovství světa ve fotbale hráčů do 17 let 2003
Mistrovství světa ve fotbale hráčů do 17 let 2003 bylo desátým ročníkem tohoto turnaje. Vítězem se stala brazilská fotbalová reprezentace do 17 let.

## Kvalifikace
Na turnaj se kvalifikovaly nejlepší týmy z jednotlivých kontinentálních mistrovství.
| - Afrika (CAF) - Kamerun - Sierra Leone - Nigérie - Asie (AFC) - Jižní Korea - Jemen - Čína - Severní, Střední Amerika a Karibik (CONCACAF) - USA - Kostarika - Mexiko - Jižní Amerika (CONMEBOL) - Argentina - Brazílie - Kolumbie |  | - Evropa (UEFA) - Portugalsko - Španělsko - Oceánie (OFC) - Austrálie - Hostitel - Finsko |

## Základní skupiny

### Skupina A
| Tým      | Z | V | R | P | VG | IG | +/- | B |
| -------- | - | - | - | - | -- | -- | --- | - |
| Kolumbie | 3 | 2 | 1 | 0 | 11 | 2  | +9  | 7 |
| Mexiko   | 3 | 1 | 2 | 0 | 5  | 3  | +2  | 5 |
| Finsko   | 3 | 1 | 0 | 2 | 3  | 12 | -9  | 3 |
| Čína     | 3 | 0 | 1 | 2 | 5  | 7  | -2  | 1 |

| 13. srpna 2003 17:30    |        |          |                                                                        |
| Finsko                  | 2:1    | Čína     | Finnair Stadium, Helsinky diváci: 8 344 rozhodčí: Heber Lopes (Brazil) |
| Parikka 6' Petrescu 64' | Report | Jiang 4' | Finnair Stadium, Helsinky diváci: 8 344 rozhodčí: Heber Lopes (Brazil) |

| 13. srpna 2003 20:00 |        |          |                                                                           |
| Mexiko               | 0:0    | Kolumbie | Finnair Stadium, Helsinky diváci: 3 500 rozhodčí: Martin Hansson (Sweden) |
|                      | Report |          | Finnair Stadium, Helsinky diváci: 3 500 rozhodčí: Martin Hansson (Sweden) |

| 16. srpna 2003 15:00 |        |                                 |                                                                                       |
| Čína                 | 1:2    | Kolumbie                        | Finnair Stadium, Helsinky diváci: 4 100 rozhodčí: Richard Piper (Trinidad and Tobago) |
| Wang 67'             | Report | Guarín 73' (pen.) Hernández 80' | Finnair Stadium, Helsinky diváci: 4 100 rozhodčí: Richard Piper (Trinidad and Tobago) |

| 16. srpna 2003 17:30 |        |                      |                                                                         |
| Finsko               | 0:2    | Mexiko               | Finnair Stadium, Helsinky diváci: 10 176 rozhodčí: Eric Braamhaar (NED) |
|                      | Report | Ceja 39' Herrera 51' | Finnair Stadium, Helsinky diváci: 10 176 rozhodčí: Eric Braamhaar (NED) |

| 19. srpna 2003 17:30    |        |                                    |                                                                               |
| Čína                    | 3:3    | Mexiko                             | Finnair Stadium, Helsinky diváci: 4 500 rozhodčí: Jerome Damon (South Africa) |
| Wang 35' Jiang 61', 81' | Report | Flores 51' Mariaca 73' Murguia 78' | Finnair Stadium, Helsinky diváci: 4 500 rozhodčí: Jerome Damon (South Africa) |

| 19. srpna 2003 20:00                                                       |        |              |                                                                                 |
| Kolumbie                                                                   | 9:1    | Finsko       | Finnair Stadium, Helsinky diváci: 10 200 rozhodčí: Gabriel Brazenas (Argentina) |
| Hidalgo 16', 32' (pen.), 50', 61' Ramos 36', 68', 71' Guarín 63' Núñez 74' | Report | Petrescu 41' | Finnair Stadium, Helsinky diváci: 10 200 rozhodčí: Gabriel Brazenas (Argentina) |

### Skupina B
| Tým       | Z | V | R | P | VG | IG | +/- | B |
| --------- | - | - | - | - | -- | -- | --- | - |
| Argentina | 3 | 3 | 0 | 0 | 5  | 0  | +5  | 9 |
| Kostarika | 3 | 1 | 1 | 1 | 3  | 3  | 0   | 4 |
| Nigérie   | 3 | 1 | 1 | 1 | 3  | 3  | 0   | 4 |
| Austrálie | 3 | 0 | 0 | 3 | 1  | 6  | -5  | 0 |

- O druhém místě rozhodl los.

| 13. srpna 2003 17:30 |        |           |                                                                     |
| Argentina            | 2:0    | Austrálie | Veritas Stadion, Turku diváci: 4 124 rozhodčí: Eric Braamhaar (NED) |
| Garay 6' Colzera 69' | Report |           | Veritas Stadion, Turku diváci: 4 124 rozhodčí: Eric Braamhaar (NED) |

| 13. srpna 2003 20:00 |        |         |                                                                      |
| Kostarika            | 1:1    | Nigérie | Veritas Stadion, Turku diváci: 4 292 rozhodčí: Leone Rakaroi (Fidži) |
| Arias 83'            | Report | Bala 9' | Veritas Stadion, Turku diváci: 4 292 rozhodčí: Leone Rakaroi (Fidži) |

| 16. srpna 2003 15:00 |        |                    |                                                                     |
| Austrálie            | 1:2    | Nigérie            | Veritas Stadion, Turku diváci: 5 502 rozhodčí: Heber Lopes (Brazil) |
| Giraldi 2'           | Report | Mikel 73' Bala 84' | Veritas Stadion, Turku diváci: 5 502 rozhodčí: Heber Lopes (Brazil) |

| 16. srpna 2003 17:30 |        |           |                                                              |
| Argentina            | 2:0    | Kostarika | Veritas Stadion, Turku rozhodčí: Jerome Damon (South Africa) |
| Peirone 84', 90'     | Report |           | Veritas Stadion, Turku rozhodčí: Jerome Damon (South Africa) |

| 19. srpna 2003 17:30 |        |             |                                                                        |
| Nigérie              | 0:1    | Argentina   | Veritas Stadion, Turku diváci: 6 104 rozhodčí: Martin Hansson (Sweden) |
|                      | Report | Faurlín 59' | Veritas Stadion, Turku diváci: 6 104 rozhodčí: Martin Hansson (Sweden) |

| 19. srpna 2003 20:00 |        |                                  |                                                                                |
| Austrálie            | 0:2    | Kostarika                        | Veritas Stadion, Turku diváci: 5 424 rozhodčí: Khalil Al-Ghamdi (Saudi Arabia) |
|                      | Report | Rodríguez 62' (pen.) Salazar 75' | Veritas Stadion, Turku diváci: 5 424 rozhodčí: Khalil Al-Ghamdi (Saudi Arabia) |

### Skupina C
| Tým         | Z | V | R | P | VG | IG | +/- | B |
| ----------- | - | - | - | - | -- | -- | --- | - |
| Brazílie    | 3 | 2 | 1 | 0 | 9  | 1  | +8  | 7 |
| Portugalsko | 3 | 1 | 1 | 1 | 9  | 13 | -4  | 4 |
| Kamerun     | 3 | 0 | 3 | 0 | 7  | 7  | 0   | 3 |
| Jemen       | 3 | 0 | 1 | 2 | 4  | 8  | -4  | 1 |

| 14. srpna 2003 17:30                               |        |                                                               |                                                                              |
| Jemen                                              | 3:4    | Portugalsko                                                   | Ratina Stadion, Tampere diváci: 6 400 rozhodčí: Ravshan Irmatov (Uzbekistan) |
| Al-Badani 31' Sharyan 45+2' Márcio Sousa 77' (vl.) | Report | Márcio Sousa 56' Curto 68' M. Fernandes 80' Al-Safi 82' (vl.) | Ratina Stadion, Tampere diváci: 6 400 rozhodčí: Ravshan Irmatov (Uzbekistan) |

| 14. srpna 2003 20:00 |        |           |                                                                          |
| Kamerun              | 1:1    | Brazílie  | Ratina Stadion, Tampere diváci: 8 250 rozhodčí: Marco Rodriguez (Mexico) |
| Joseph Mawaye 5'     | Report | Abuda 38' | Ratina Stadion, Tampere diváci: 8 250 rozhodčí: Marco Rodriguez (Mexico) |

| 17. srpna 2003 15:00 |        |                                                             |                                                                               |
| Portugalsko          | 0:5    | Brazílie                                                    | Ratina Stadion, Tampere diváci: 10 190 rozhodčí: Gabriel Brazenas (Argentina) |
|                      | Report | Leo 20' Abuda 52' Ederson 68' (pen.) Evandro 77' Thyago 86' | Ratina Stadion, Tampere diváci: 10 190 rozhodčí: Gabriel Brazenas (Argentina) |

| 17. srpna 2003 17:30 |        |            |                                                                           |
| Jemen                | 1:1    | Kamerun    | Ratina Stadion, Tampere diváci: 6 855 rozhodčí: Eddy Maillet (Seychelles) |
| Juaim 90+2'          | Report | Mawaye 74' | Ratina Stadion, Tampere diváci: 6 855 rozhodčí: Eddy Maillet (Seychelles) |

| 20. srpna 2003 17:30        |        |       |                                                                          |
| Brazílie                    | 3:0    | Jemen | Ratina Stadion, Tampere diváci: 5 896 rozhodčí: Marco Rodríguez (Mexico) |
| Evandro 28', 32' Arouca 86' | Report |       | Ratina Stadion, Tampere diváci: 5 896 rozhodčí: Marco Rodríguez (Mexico) |

| 20. srpna 2003 20:00                       |        |                                                         |                                                                      |
| Portugalsko                                | 5:5    | Kamerun                                                 | Ratina Stadion, Tampere diváci: 4 723 rozhodčí: Eric Braamhaar (NED) |
| Vieirinha 21' Curto 36', 43', 44' Gama 52' | Report | T. Costa 70' (vl.) N'Gal 74', 76' Nguemo 88' Mbia 90+4' | Ratina Stadion, Tampere diváci: 4 723 rozhodčí: Eric Braamhaar (NED) |

### Skupina D
| Tým          | Z | V | R | P | VG | IG | +/- | B |
| ------------ | - | - | - | - | -- | -- | --- | - |
| Španělsko    | 3 | 2 | 1 | 0 | 8  | 5  | +3  | 7 |
| USA          | 3 | 2 | 0 | 1 | 8  | 4  | +4  | 6 |
| Jižní Korea  | 3 | 1 | 0 | 2 | 6  | 11 | -5  | 3 |
| Sierra Leone | 3 | 0 | 1 | 2 | 6  | 8  | -2  | 1 |

| 14. srpna 2003 17:30 |        |                                                             |                                                                         |
| Jižní Korea          | 1:6    | USA                                                         | Lahden Stadion, Lahti diváci: 3 240 rozhodčí: Eddy Maillet (Seychelles) |
| Owens 11' (vl.)      | Report | Adu 16', 89', 90+2' (pen.) Owens 26' Watson 54' Curfman 75' | Lahden Stadion, Lahti diváci: 3 240 rozhodčí: Eddy Maillet (Seychelles) |

| 14. srpna 2003 20:00          |        |                               |                                                                               |
| Španělsko                     | 3:3    | Sierra Leone                  | Lahden Stadion, Lahti diváci: 3 150 rozhodčí: Khalil Al-Ghamdi (Saudi Arabia) |
| David 8' Sisi 15' Xisco 90+6' | Report | Barlay 34', 73' Ruz 36' (vl.) | Lahden Stadion, Lahti diváci: 3 150 rozhodčí: Khalil Al-Ghamdi (Saudi Arabia) |

| 17. srpna 2003 15:00        |        |              |                                                                            |
| USA                         | 2:1    | Sierra Leone | Lahden Stadion, Lahti diváci: 4 950 rozhodčí: Ravshan Irmatov (Uzbekistan) |
| González 45' (pen.) Adu 89' | Report | Sesay 32'    | Lahden Stadion, Lahti diváci: 4 950 rozhodčí: Ravshan Irmatov (Uzbekistan) |

| 17. srpna 2003 17:30            |        |                     |                                                                        |
| Jižní Korea                     | 2:3    | Španělsko           | Lahden Stadion, Lahti diváci: 3 470 rozhodčí: Marco Rodríguez (Mexico) |
| D.H. Yang 45' Sánchez 59' (vl.) | Report | Silva 65', 73', 76' | Lahden Stadion, Lahti diváci: 3 470 rozhodčí: Marco Rodríguez (Mexico) |

| 20. srpna 2003 17:30 |        |                                         |                                                                     |
| Sierra Leone         | 2:3    | Jižní Korea                             | Lahden Stadion, Lahti diváci: 2 475 rozhodčí: Leone Rakaroi (Fidži) |
| Metzger 36', 51'     | Report | D.W. Han 28' D.H. Yang 74' Y.R. Lee 78' | Lahden Stadion, Lahti diváci: 2 475 rozhodčí: Leone Rakaroi (Fidži) |

| 20. srpna 2003 20:00 |        |                         |                                                                    |
| USA                  | 0:2    | Španělsko               | Lahden Stadion, Lahti diváci: 3 825 rozhodčí: Heber Lopes (Brazil) |
|                      | Report | Jurado 11' Fàbregas 70' | Lahden Stadion, Lahti diváci: 3 825 rozhodčí: Heber Lopes (Brazil) |

## Play off

### Čtvrtfinále
| 23. srpna 2003 14:00 |        |           |                                                                             |
| Kolumbie             | 2:0    | Kostarika | Finnair Stadium, Helsinky diváci: 2 340 rozhodčí: Eddy Maillet (Seychelles) |
| Otalvaro 25', 43'    | Report |           | Finnair Stadium, Helsinky diváci: 2 340 rozhodčí: Eddy Maillet (Seychelles) |

| 23. srpna 2003 18:00    |        |        |                                                                    |
| Argentina               | 2:0    | Mexiko | Lahden Stadion, Lahti diváci: 5 030 rozhodčí: Eric Braamhaar (NED) |
| Cardozo 34' Peirone 45' | Report |        | Lahden Stadion, Lahti diváci: 5 030 rozhodčí: Eric Braamhaar (NED) |

| 24. srpna 2003 14:00                 |        |     |                                                                        |
| Brazílie                             | 3:0    | USA | Veritas Stadion, Turku diváci: 6 150 rozhodčí: Martin Hansson (Sweden) |
| Leonardo 18' Ederson 61' Evandro 64' | Report |     | Veritas Stadion, Turku diváci: 6 150 rozhodčí: Martin Hansson (Sweden) |

| 24. srpna 2003 18:00                                        |        |                        |                                                                              |
| Španělsko                                                   | 5:2    | Portugalsko            | Ratina Stadion, Tampere diváci: 5 387 rozhodčí: Gabriel Brazenas (Argentina) |
| Sánchez 28' Fàbregas 42', 78' Xisco 50' Jurado 90+4' (pen.) | Report | Curto 3' Vieirinha 87' | Ratina Stadion, Tampere diváci: 5 387 rozhodčí: Gabriel Brazenas (Argentina) |

### Semifinále
| 27. srpna 2003 17:00 |        |                |                                                                          |
| Kolumbie             | 0:2    | Brazílie       | Ratina Stadion, Tampere diváci: 7 675 rozhodčí: Marco Rodríguez (Mexico) |
|                      | Report | Abuda 16', 72' | Ratina Stadion, Tampere diváci: 7 675 rozhodčí: Marco Rodríguez (Mexico) |

| 27. srpna 2003 20:00 |              |                               |                                                                           |
| Argentina            | 2:3 (prodl.) | Španělsko                     | Finnair Stadium, Helsinky diváci: 5 030 rozhodčí: Martin Hansson (Sweden) |
| Biglia 11' Garay 31' | Report       | Fàbregas 48', 119' Jurado 53' | Finnair Stadium, Helsinky diváci: 5 030 rozhodčí: Martin Hansson (Sweden) |

### O 3. místo
| 30. srpna 2003 13:00 |              |           |                                                                             |
| Kolumbie             | 1:1 (prodl.) | Argentina | Finnair Stadium, Helsinky diváci: 6 400 rozhodčí: Eddy Maillet (Seychelles) |
| Hidalgo 53' (pen.)   | Report       | Lagos 4'  | Finnair Stadium, Helsinky diváci: 6 400 rozhodčí: Eddy Maillet (Seychelles) |

|                                            |     | Penaltový rozstřel                         |  |
| Núñez Movil Otalvaro Hidalgo Guarín Vargas | 4:5 | Garay Colzera Díaz Formica Hassell Faurlín |  |

### Finále
| 30. srpna 2003 16:00 |        |           |                                                                         |
| Brazílie             | 1:0    | Španělsko | Finnair Stadium, Helsinky diváci: 10 452 rozhodčí: Eric Braamhaar (NED) |
| Leonardo 7'          | Report |           | Finnair Stadium, Helsinky diváci: 10 452 rozhodčí: Eric Braamhaar (NED) |